# 80 cm 열차포가 캐넌포 구스타프
80 cm 열차포가 캐넌포 "무거운 구스타프 (Dora)"(독일어: 80-cm-Kanone (Eisenbahnlafette) „Schwerer Gustav“)는 나치 독일의 열차포다. 1930년대 말, 크루프(Krupp) 사가 중무장된 요새를 파괴하기 위해 제작하였다. 중량이 약 1,344 톤이며, 7 톤이 넘는 포탄을 37 km 이상까지 쏘아보낼 수 있다. 제2차 세계대전 준비 중, 마지노 선을 돌파하기 위해 제작되었으나, 프랑스 전투 중 독일군이 마지노 선을 우회하였기에, 프랑스에서는 사용되지 못하고 소비에트 연방의 영토를 목표로 한 바르바로사 작전 때 세바스토폴(Sevastopol)이라는 도시를 공격하는 데 사용되었다. 연합군에게 포획되는 걸 막기 위해서 독일의 몰락 직전에 파괴되었다.
인류 역사중 최대 구경이자, 최고 중량의 포탄을 사용하는 포다. 구경만으로 따지자면 미국의 36 인치 리틀 데이비드 박격포와 옛 공성 박격포만이 80cm를 넘어간다.

## 개발
1934년, 마지노 선이 완공되기 직전, 독일 최고 사령부는 에센의 크루프 사에게 마지노 선의 요새들을 격파할 수 있는 포를 계획하라고 명령한다. 포의 조건은 '적의 포 사정거리 밖에서 7 m의 강화 콘크리트와 1 m의 장갑판을 격파할 수 있다.'였다. 크루프 사의 기술자 에리히 뮐러 박사는 그 조건을 만족하는 포는 구경이 약 80 cm에, 포신은 30 m이어야 하며, 추진체는 7 톤이 넘어야한다는걸 계산해냈다. 그리고 이러한 포의 무게는 1천 톤을 넘어갈것이라는 결과도 나왔다. 크기와 중량이 증명하는 것처럼, 절대 일반적인 포들처럼 움직일 수 없기에 선로를 사용해야했다. 다른 일반적인 열차포들처럼, 포신만 움직여서 각도를 조절할 수 있으며, 포의 선회는 선로에 커브를 두어야만 가능했다. 크루프 사는 70cm, 80cm, 85cm, 100cm 구경도 준비하였다.
1936년 3월, 히틀러가 에센을 방문하여 포의 현실성에 의혹을 품기 전까지는 제작은 순항을 했다. 히틀러가 별다른 약속을 하지 않았음에도, 80 cm 포의 계획은 시작되었다. 1937년 초, 설계도가 완성되고 승인되었으며, 그 해 여름 첫 번째 포의 제작이 시작되었다. 그러나 포가 너무나 거대했기에, 원래 마감 시일인 1940년 봄까지 제작되기는 힘들다는게 서서히 드러나기 시작했다.
1939년 말, 크루프 사는 테스트 모델을 제작하여 힐러슬레벤(Hillersleben) 사격장으로 보내서 관통력 테스트를 하였다. 포탄을 거의 수직으로 쏘아 올렸을 경우, 포의 조건이었던 7 m의 강화 콘크리트와 1 m의 장갑판을 격파할 수 있다는 결과가 나왔다. 1940년 중, 테스트가 완료되자 포와 열차는 분해된 것으로 보인다.
전투 시, 포는 2개의 선로와 열차가 지지하는 특별히 제작된 섀시에 거치되었다. 각 열차는 20개의 차축을 지니고 있었으며, 모든 열차의 차축을 합하면 80개의 차축을 가지고 있었다. 크루프 사는 포의 이름을 회사의 설립자인 구스타프 크루프 폰 보흘렌 운트 할바흐의 이름을 따서 슈베러 구스타프라 붙였다.
포탄은 콘크리트 격파용 포탄과 격파용 포탄보다는 가벼운 고폭탄으로 구성되었다. 84 m의 포신에서 발사되는 150 km의 사정거리를 가진 초장거리 로켓 추진체도 계획되었다. 실제로 이 추진체는 영국을 겨냥한 폭격에서 사용될 수 있었다.
크루프 사의 전통을 지키기 위해 첫 번째 포는 요금을 징수하지 않았다. 그러나 두 번째 포는 7 백만 마르크라는 가격이 나왔다. 그리하여 독일군은 더 이상 80 cm포를 제작하지 않는다.

## 역사

### 슈베러 구스타프1 - Dora 도라
1942년 1월 8일 Schwere Artillerie Abteilung 672 - (672 중(重) 포병대)가 Eisenbahn Schwere Artillerie Abteilung 672 - (672 중(重)열차포대)로 재편되어 크림반도로 전진한다. 포를 운반하는 열차는 25대였고, 길이가 1 마일에 달했다. 그 해 3월, 부대는 4월 초까지 점령하기로 계획되어있는 페레콥 지협에 도착한다. 특별한 선로 지선이 10 마일 길이로 심페로폴에서 세바스토폴까지 건설되었으며, 그 끝에는 포를 위해 4개의 반원형 선로를 놓았다. 세바스토폴 포위전이 슈베러 구스타프1 도라의 첫 전투 테스트였다. 포는 5월부터 발사 준비에 들어갔으며, 6월 5일 발사가 가능하게 된다. 그리고 이 포를 쏜 수는 고작 25번이다.
- 6월 5일
  - 25,000 미터 밖에 위치한 해안포에 8발.
  - 스탈린 요새에 6발.
- 6월 6일
  - 몰로토프 요새에 7발.
  - 세베르나야 만 수중 30 미터 깊이에 위치한 '하얀 절벽' 지하 저장고에 9발. 저장고는 10 미터의 강화 콘크리트로 이루어져 있었다고 함. 9발 발사 후, 저장고는 파괴당하였고, 만에 정박해있던 모든 선박 침몰.
- 6월 7일
  - 수드웨스트스피체(Sudwestspitze) 공격 시 지원포격으로 7발.
- 6월 11일
  - 시베리아 요새에 5발.
- 6월 17일
  - 막심 고르키 요새와 그 내부의 해안포에 5발.

7월 4일 수드웨스트스피체 공격이 끝날 때까지 3만 톤의 포탄을 쏜 결과 세바스토폴은 초토화되었다. 총 48발을 포격했으며, 원래 포신은 내구도가 다하였다. 그리하여 운반을 위해서 에센까지 운반된다.
포는 분해되어 레닌그라드 공격을 준비하던 동부전선의 북쪽으로 운반된다. 타이지 정거장 근처의 도시에서 30 km 떨어진 곳에 배치된다. 그러나 공격 준비를 마치는 순간 공격은 취소된다. 그리하여 포는 레닌그라드 근처에서 1942년과 1943년을 보내게 된다.
그 후, 슈베러 구스타프는 다시 재정비를 위해 독일로 돌아온다. 1944년, 폴란드의 바르샤바에서 폭동이 일어났을 때, 몇몇 사람이 구스타프를 사용하자 주장하였으나 거부되었다.
1945년 4월 22일, 포획되는 상황을 방지하기 위해 파괴한 듯이 보이는 구스타프의 잔해가 발견된다. 아우어바흐(Auerbach)에서 북쪽으로 9 마일 떨어진 지점이었다.

## 단점
- 전용 기찻길에서만 이동할 수 있었다.

- 포의 쏘았을 때 소리가 너무커서 병사의 고막이 터지기 일쑤였다.

## 다음에 제작된 포

### 슈베러 구스타프 2
두 번째로 제작된 포다. 1942년 8월 중반, 스탈린그라드 서쪽에 배치된다. 9월 13일 발포 준비를 완료하나, 포위망이 격파당하기 시작하자 포를 후퇴시킨다. 마찬가지로 포획되는 상황을 방지하기 위해서 파괴되었다.

### 랑거 구스타프
52 cm 구경에 43 m의 포신을 가진 포다. '사정거리 190 km, 중량 680 kg의 초장거리 로켓 추진체를 발사한다.'라는 취지로 제작되었으나, 영국 공군의 에센 공습으로 완성되지 못했다.

### 란트크로이저 P. 1500 몬슈터 계획
몬슈터는 중량 2500 톤의 80cm K(E) 포 1문과 15cm sFH 18 2문, 다수의 MG 151 기관포로 무장한 자주포다. 알베르트 스페어가 불가능하다고 판단하여 1943년 계획을 취소한다. 계획도나 진척 일지 등은 일체 남아있지 않다. 중량이나 크기가 마우스 초중전차나 란트크로이저 P. 1000 라테에 비해서 절대적으로 크다.

### 고폭탄
- 추진체 무게: 4.8톤
- 포구 속력: 820m/s
- 사거리: 48km
- 폭약 질량: 700kg
- 크레이터 크기: 직경 10m, 깊이 10m

### 관통탄
- 포탄 길이: 3.6m
- 추진체 무게: 7.1톤
- 포구 속력: 720m/s
- 사거리: 38km
- 폭약 질량: 250kg
- 관통력: 최대 각(45도)에서 특수 폭약으로 발포했을 시 7미터 콘크리트 파괴 가능.

## 모델
- 80 cm 슈베러 구스타프 1 - 애칭 '도라(Dora)'. 세바스토폴 요새 공격을 위해 1942년 1월 8일에 부대 편성. 유일한 실전투입 모델.
- 80 cm 슈베러 구스타프 2 - 스탈린그라드 공격을 위해 1942년 9월 제작. 7발의 시험사격만 이루어진 채 실전에서 발포한 일이 없음.
- 52 cm 랑거 구스타프 - 제작되지 못함.

## 추가 정보
- WW2DB: 80-cm Gustav
- Internet archive copy of panzerlexikon.de video of Dora loading and firing
- Internet archive copy of panzerlexikon.de video of Dora

## 같이 보기
- 거포
- 6호 돌격전차
- 자주구포 카를
- V-3 캐넌